# Frank Hudson
Frank Hudson (* 18. Juli 1957 in Berlin) ist ein ehemaliger deutscher Basketballspieler. 

## Leben
Frank Hudson wuchs in Mount Holly im US-Bundesstaat New Jersey auf und spielte von 1975 bis 1979 für die Hochschulmannschaft des Glassboro State College (später in Rowan University umbenannt) in der NAIA. Er machte sich dort als offensivstarker Spieler einen Namen: In der Saison 1976/77 erzielte Hudson 18,0 Punkte im Schnitt und vermochte den Wert in den folgenden zwei Spieljahren noch zu steigern: 1977/78 erreichte er einen Punkteschnitt von 18,2 und 1978/79 von 20,2.
Bis 1988 war in der deutschen Basketball-Bundesliga nur ein Ausländer pro Mannschaft zugelassen, die deutschen Mannschaften suchten daher beständig US-Spieler mit deutschen Wurzeln. Hudson besaß die deutsche Staatsbürgerschaft und wechselte 1979 in die Bundesliga. Er spielte für den SSV Hagen, ehe er 1980 vom USC Bayreuth verpflichtet wurde.
Seine erfolgreichsten Jahre verbrachte Hudson von 1982 bis 1985 beim BSC Saturn Köln, mit dem er zweimal den zweiten Platz und einmal den dritten Platz in der Bundesliga belegte. 1983 gewann er mit den Kölnern den Pokalwettbewerb. In der Saison 1985/86 stand Hudson beim türkischen Erstligisten Hilalspor in Izmir unter Vertrag. 1987/88 war er Mitglied der Bundesligamannschaft des FC Bamberg.
1992/93 verstärkte er den Zweitligisten Godesberger TV und war der beste Korbschütze der Mannschaft. Nachdem er seine Profilaufbahn schon beendet hatte, kehrte Hudson 1994 zurück und spielte für den Bundesliga-Aufsteiger SV Oberelchingen. Dort blieb er bis 1996. Hudson erzielte in der Bundesliga insgesamt 5388 Punkte und lag mit diesem Wert in der ewigen Korbjägerliste der höchsten deutschen Spielklasse zeitweise unter den besten zehn Spielern.
Von 1980 bis 1984 spielte Hudson auch in der deutschen Nationalmannschaft. Bei der Basketball-Europameisterschaft 1983 belegte Hudson mit der deutschen Auswahl den achten Platz. Hudson erzielte im Verlauf der EM 9,7 Punkte je Begegnung.